# Campeonato Uruguaio de Futebol de 2001
O Campeonato Uruguaio de Futebol de 2001 foi a 70ª edição da era profissional do Campeonato Uruguaio. Após bater o Danubio na final, o Nacional sagrou-se campeão.

## Sistema de disputa
Diferente da temporada anterior, em 2001 foi instaurada uma nova forma de disputa. A principal mudança foi a de disputar um torneio classificatório prévio para a disputa do campeonato e dos descensos.

### Torneio Classificatório
Este torneio de caráter classificatório, como indica seu nome, foi disputado pelas 18 equipes da Primeira Divisão durante o primeiro semestre de 2001 em um turno, no sistema de todos contra todos. Por sua vez, os 18 clubes foram separados em 3 grupos da seguinte forma: as 13 equipes de Montevidéu (capital uruguaia) foram divididas em 2 grupos (um de 7 e outro de 6) e os 5 times do interior em um terceiro grupo aparte.
Regras de pontuação
- Para as tabelas de posições dos grupos somente se contabilizam as partidas disputadas entre os integrantes do grupo;
- Para a tabela geral do Torneio Classificatório se contabilizam todas as partidas disputadas.

Regras de classificação
- A primeira equipe na colocação da tabela geral se classificou diretamente à Copa Libertadores da América de 2002;
- Se classificaram à Zona do Campeonato:
  - A primeira e segunda equipe de cada grupo (seis times no total);
  - As quatro melhores equipes colocadas na tabela geral sem contar os seis clubes classificados através dos grupos.
- Os oito times restantes disputaram a Zona de Permanência para definir as três equipes rebaixadas à Segunda Divisão.

### Zona do Campeonato (Apertura e Clausura) e Zona de Permanência
Durante o segundo semestre de 2001 foi disputada a Zona do Campeonato, através dos Torneios Apertura e Clausura, e paralelamente, a Zona de Permanência.
Para a Zona de Permanência, as oito equipes que a disputaram, arrastaram os pontos obtidos no Torneio Classificatório e jogaram um turno no sistema de todos contra todos, onde foram rebaixados:
- Os dois piores times colocados da capital Montevidéu;
- O pior time colocado do interior.

Por outro lado, as dez equipes que disputaram o título do Campeonato Uruguaio, jogaram separadamente os Torneios Apertura e Clausura sem arrastar os pontos do Torneio Classificatório. Finalmente, os ganhadores de ambos os torneios disputaram a final para definir o campeão uruguaio de 2001.

## Torneio Classificatório

### Grupo A (Grupo dos Sete)
| Pos | Equipe      | Pts | J | V | E | D | GP | GC | SG  |
| --- | ----------- | --- | - | - | - | - | -- | -- | --- |
| 1º  | Nacional    | 13  | 6 | 4 | 1 | 1 | 13 | 6  | 7   |
| 2º  | Danubio     | 13  | 6 | 4 | 1 | 1 | 14 | 9  | 5   |
| 3º  | Bella Vista | 11  | 6 | 3 | 2 | 1 | 13 | 7  | 6   |
| 4º  | Cerro       | 8   | 6 | 2 | 2 | 2 | 10 | 7  | 3   |
| 5º  | Fénix       | 7   | 6 | 2 | 1 | 3 | 8  | 9  | -1  |
| 6º  | Rentistas   | 6   | 6 | 2 | 0 | 4 | 5  | 12 | -7  |
| 7º  | River Plate | 1   | 6 | 0 | 1 | 5 | 4  | 17 | -13 |

### Grupo B (Grupo dos Seis)
| Pos | Equipe               | Pts | J | V | E | D | GP | GC | SG |
| --- | -------------------- | --- | - | - | - | - | -- | -- | -- |
| 1º  | Peñarol              | 13  | 5 | 4 | 1 | 0 | 8  | 3  | 5  |
| 2º  | Defensor Sporting[1] | 7   | 5 | 2 | 1 | 2 | 10 | 9  | 1  |
| 3º  | Central Español[1]   | 7   | 5 | 2 | 1 | 2 | 10 | 9  | 1  |
| 4º  | Racing               | 7   | 5 | 2 | 1 | 2 | 5  | 7  | -2 |
| 5º  | Montevideo Wanderers | 5   | 5 | 1 | 2 | 2 | 9  | 11 | -2 |
| 6º  | Huracán Buceo        | 2   | 5 | 0 | 2 | 3 | 5  | 8  | -3 |

1 ^  Foi realizado um sorteio entre Defensor Sporting e Central Español para definir o segundo colocado no Grupo B. O sorteio favoreceu o Defensor.

### Grupo C (Grupo do Interior)
| Pos | Equipe               | Pts | J | V | E | D | GP | GC | SG |
| --- | -------------------- | --- | - | - | - | - | -- | -- | -- |
| 1º  | Juventud             | 7   | 4 | 2 | 1 | 1 | 5  | 3  | 2  |
| 2º  | Paysandú Bella Vista | 5   | 4 | 1 | 2 | 1 | 3  | 3  | 0  |
| 3º  | Deportivo Maldonado  | 5   | 4 | 1 | 2 | 1 | 2  | 2  | 0  |
| 4º  | Tacuarembó           | 5   | 4 | 1 | 2 | 1 | 4  | 5  | -1 |
| 5º  | Rocha                | 4   | 4 | 1 | 1 | 2 | 5  | 6  | -1 |

### Tabela geral
| Pos | Equipe               | Pts | J  | V  | E | D  | GP | GC | SG  |
| --- | -------------------- | --- | -- | -- | - | -- | -- | -- | --- |
| 1º  | Peñarol              | 39  | 17 | 12 | 3 | 2  | 30 | 16 | 14  |
| 2º  | Danubio              | 38  | 17 | 11 | 5 | 1  | 42 | 24 | 18  |
| 3º  | Defensor Sporting    | 36  | 17 | 11 | 3 | 3  | 42 | 22 | 20  |
| 4º  | Nacional             | 31  | 17 | 8  | 7 | 2  | 37 | 20 | 17  |
| 5º  | Bella Vista          | 31  | 17 | 9  | 4 | 4  | 36 | 24 | 12  |
| 6º  | Fénix                | 29  | 17 | 9  | 2 | 6  | 31 | 21 | 10  |
| 7º  | Montevideo Wanderers | 27  | 17 | 7  | 6 | 4  | 27 | 20 | 7   |
| 8º  | Tacuarembó           | 22  | 17 | 5  | 7 | 5  | 22 | 22 | 0   |
| 9º  | Central Español      | 20  | 17 | 5  | 5 | 7  | 27 | 26 | 1   |
| 10º | Racing               | 20  | 17 | 5  | 5 | 7  | 18 | 24 | -6  |
| 11º | Cerro                | 19  | 17 | 5  | 4 | 8  | 23 | 20 | 3   |
| 12º | Juventud             | 18  | 17 | 5  | 3 | 9  | 16 | 24 | -8  |
| 13º | Rentistas            | 18  | 17 | 5  | 3 | 9  | 14 | 29 | -15 |
| 14º | Paysandú Bella Vista | 16  | 17 | 3  | 7 | 7  | 15 | 26 | -11 |
| 15º | Huracán Buceo        | 15  | 17 | 3  | 6 | 8  | 25 | 31 | -6  |
| 16º | River Plate          | 15  | 17 | 3  | 6 | 8  | 11 | 25 | -14 |
| 17º | Deportivo Maldonado  | 14  | 17 | 3  | 5 | 9  | 13 | 32 | -19 |
| 18º | Rocha                | 9   | 17 | 2  | 3 | 12 | 17 | 40 | -23 |

|  | Classificados à Zona do Campeonato.                         |
|  | Classificado à Zona do Campeonato e à Libertadores de 2002. |
|  | Disputam a Zona de Permanência.                             |

Promovidos para a próxima temporada: Villa Española, Progreso e Plaza Colonia.

## Zona do Campeonato

### Torneio Apertura
| Pos | Equipe               | Pts | J | V | E | D | GP | GC | SG  |
| --- | -------------------- | --- | - | - | - | - | -- | -- | --- |
| 1º  | Danubio              | 22  | 9 | 7 | 1 | 1 | 17 | 4  | 13  |
| 2º  | Peñarol              | 21  | 9 | 6 | 3 | 0 | 18 | 7  | 11  |
| 3º  | Nacional             | 18  | 9 | 6 | 0 | 3 | 15 | 9  | 6   |
| 4º  | Montevideo Wanderers | 17  | 9 | 5 | 2 | 2 | 14 | 11 | 3   |
| 5º  | Defensor Sporting    | 13  | 9 | 3 | 4 | 2 | 20 | 15 | 5   |
| 6º  | Fénix                | 13  | 9 | 4 | 1 | 4 | 16 | 13 | 3   |
| 7º  | Tacuarembó           | 8   | 9 | 2 | 2 | 5 | 9  | 14 | -5  |
| 8º  | Bella Vista          | 6   | 9 | 2 | 0 | 7 | 12 | 20 | -8  |
| 9º  | Paysandú Bella Vista | 5   | 9 | 1 | 2 | 6 | 5  | 19 | -14 |
| 10º | Juventud             | 4   | 9 | 1 | 1 | 7 | 10 | 24 | -14 |

|  | Campeão do Torneio Apertura e classificado à final. |

### Torneio Clausura
| Pos | Equipe               | Pts | J | V | E | D | GP | GC | SG  |
| --- | -------------------- | --- | - | - | - | - | -- | -- | --- |
| 1º  | Nacional             | 21  | 9 | 6 | 3 | 0 | 19 | 7  | 12  |
| 2º  | Danubio              | 18  | 9 | 6 | 0 | 3 | 19 | 13 | 6   |
| 3º  | Peñarol              | 16  | 9 | 5 | 1 | 3 | 11 | 10 | 1   |
| 4º  | Defensor Sporting    | 13  | 9 | 4 | 1 | 4 | 15 | 18 | -3  |
| 5º  | Montevideo Wanderers | 12  | 9 | 3 | 3 | 3 | 12 | 10 | 2   |
| 6º  | Juventud[1]          | 10  | 9 | 3 | 4 | 2 | 12 | 11 | 1   |
| 7º  | Tacuarembó           | 10  | 9 | 3 | 1 | 5 | 9  | 9  | 0   |
| 8º  | Fénix                | 10  | 9 | 2 | 4 | 3 | 10 | 12 | -2  |
| 9º  | Paysandú Bella Vista | 9   | 9 | 2 | 3 | 4 | 13 | 18 | -5  |
| 10º | Bella Vista          | 3   | 9 | 1 | 0 | 8 | 8  | 20 | -12 |

1 ^  Foram descontados 3 pontos do Juventud por ter escalado um jogador irregular em uma partida do Torneio Clausura.
|  | Campeão do Torneio Clausura e classificado à final. |

### Final

#### Primeira partida
| {{{data}}} | Nacional                | 2 – 2                        | Danubio                           | Estádio Centenário, Montevidéu |
|            | Abreu 32' · Vanzini 36' | data = 2 de dezembro de 2001 | Cardozo 11' (g.c.) · da Silva 15' | Árbitro: Jorge Larrionda       |

#### Segunda partida
| {{{data}}} | Danubio    | 1 – 2                        | Nacional               | Estádio Domingo Burgueño, Maldonado |
|            | Olivera 3' | data = 5 de dezembro de 2001 | Abreu 18' · Varela 60' | Árbitro: Saúl Feldman               |

Nacional classificado à Copa Libertadores da América e à Copa Sul-Americana de 2002.
Danubio classificado à Copa Sul-Americana de 2002.

## Zona de Permanência
| Pos | Equipe              | Pts | J  | V  | E  | D  | GP | GC | SG  |
| --- | ------------------- | --- | -- | -- | -- | -- | -- | -- | --- |
| 11º | Central Español     | 48  | 31 | 13 | 9  | 9  | 49 | 35 | 14  |
| 12º | Cerro               | 44  | 31 | 12 | 8  | 11 | 48 | 36 | 12  |
| 13º | River Plate         | 37  | 31 | 8  | 13 | 10 | 25 | 37 | -12 |
| 14º | Deportivo Maldonado | 34  | 31 | 8  | 10 | 13 | 31 | 48 | -17 |
| 15º | Racing              | 33  | 31 | 7  | 12 | 12 | 32 | 45 | -13 |
| 16º | Rentistas           | 31  | 31 | 8  | 7  | 16 | 29 | 51 | -22 |
| 17º | Rocha               | 26  | 31 | 6  | 8  | 17 | 35 | 59 | -24 |
| 18º | Huracán Buceo       | 26  | 31 | 5  | 11 | 15 | 37 | 53 | -16 |

|  | Rebaixados à Segunda Divisão como os piores times de Montevidéu. |
|  | Rebaixado à Segunda Divisão como o pior time do interior.        |

## Tabela anual
A tabela anual se compôs de uma soma dos pontos obtidos na tabela geral do Torneio Classificatório e nos Torneios Apertura e Clausura da Zona do Campeonato. Os quatro times melhor posicionados (com exceção de Peñarol e Nacional, já classificados à Copa Libertadores da América de 2002) disputaram a Liguilla Pré-Libertadores da América.
| Pos | Equipe               | Pts | J  | V  | E  | D  | GP | GC | SG  |
| --- | -------------------- | --- | -- | -- | -- | -- | -- | -- | --- |
| 1º  | Danubio              | 78  | 35 | 24 | 6  | 5  | 78 | 41 | 37  |
| 2º  | Peñarol              | 76  | 35 | 23 | 7  | 5  | 59 | 33 | 26  |
| 3º  | Nacional             | 70  | 35 | 20 | 10 | 5  | 71 | 36 | 35  |
| 4º  | Defensor Sporting    | 62  | 35 | 18 | 8  | 9  | 77 | 55 | 22  |
| 5º  | Montevideo Wanderers | 56  | 35 | 15 | 11 | 9  | 53 | 41 | 12  |
| 6º  | Fénix                | 52  | 35 | 15 | 7  | 13 | 57 | 46 | 11  |
| 7º  | Bella Vista          | 40  | 35 | 12 | 4  | 19 | 56 | 64 | -8  |
| 8º  | Tacuarembó           | 40  | 35 | 10 | 10 | 15 | 40 | 45 | -5  |
| 9º  | Juventud[1]          | 32  | 35 | 9  | 8  | 18 | 38 | 59 | -21 |
| 10º | Paysandú Bella Vista | 30  | 35 | 6  | 12 | 17 | 33 | 63 | -30 |

1 ^  Foram descontados 3 pontos do Juventud por ter escalado um jogador irregular em uma partida do Torneio Clausura.
|  | Classificados à Liguilla Pré-Libertadores. |

## Liguilla Pré-Libertadores da América
A Liguilla Pré-Libertadores da América de 2001 foi a 28ª edição da história da Liguilla Pré-Libertadores, competição disputada entre as temporadas de 1974 e 2008–09, a fim de definir quais seriam os clubes representantes do futebol uruguaio nas competições da CONMEBOL. O torneio de 2001 consistiu em uma competição com um turno, no sistema de todos contra todos. O vencedor foi o Montevideo Wanderers, que obteve seu 2º título da Liguilla.

### Classificação da Liguilla
| Pos | Equipe               | Pts | J | V | E | D | GP | GC | SG |
| --- | -------------------- | --- | - | - | - | - | -- | -- | -- |
| 1º  | Montevideo Wanderers | 7   | 3 | 2 | 1 | 0 | 8  | 2  | 6  |
| 2º  | Defensor Sporting    | 5   | 3 | 1 | 2 | 0 | 5  | 3  | 2  |
| 3º  | Danubio[1]           | 4   | 3 | 1 | 1 | 1 | 4  | 6  | -2 |
| 4º  | Fénix                | 0   | 3 | 0 | 0 | 3 | 2  | 8  | -6 |

1 ^  Nacional e Danubio já haviam garantido vaga à Copa Sul-Americana de 2002 por terem sido campeão e vice do Campeonato Uruguaio, respectivamente.
|  | Campeão da Liguilla e classificado à Libertadores de 2002. |
|  | Classificado à Copa Sul-Americana de 2002.                 |

## Premiação
| Campeonato Uruguaio de 2001   |
| ----------------------------- |
| Nacional Campeão (38º título) |